# Pendaloma micans
Pendaloma micans is een tweekleppigensoort uit de familie van de Periplomatidae. De wetenschappelijke naam van de soort is voor het eerst geldig gepubliceerd in 1901 door Hedley.